# Acétabulum
Pour les articles homonymes, voir Cotyle (homonymie).
L'acétabulum (ou cotyle ou cavité cotyloïde selon l'ancienne Nomenclature anatomique,) est la surface articulaire excavée de l'os coxal chez les tétrapodes.

## Anatomie humaine
L'acétabulum est situé sur la face latérale de l'os coxal à la jonction de ses trois os constitutifs : l'ischium en arrière, l'ilium au-dessus et le pubis en avant.
C'est une surface articulaire très excavée limité par un rebord saillant : le limbus de l'acétabulum.
Il est composé d'une partie centrale, la fosse de l'acétabulum qui n'est pas articulaire ; et d'une partie périphérique en forme de croissant lisse et articulaire : la surface lunaire de l'acétabulum.
La partie articulaire constitue une surface articulaire de l'articulation coxo-fémorale qui est en contact avec la tête fémorale. Sa forme arrondie permet une grande amplitude de mouvement au fémur.
Les deux cornes de la surface lunaire limitent en avant et en arrière l'incisure de l'acétabulum.
L'acétabulum est complété par le labrum acétabulaire.

## Anatomie comparée
Seuls les tétrapodes possèdent un bassin permettant la présence de l'acétabulum, même s'il a disparu chez certains phylums comme les cétacés. 
Le groupe des Dinosaures se distingue notamment par un acétabulum perforé : c'est une apomorphie caractéristique de ce phylum.

## Aspect historique
Des cavités cotyloïdes de grands mammifères (bison, cheval) ont été façonnées afin de servir de bol ou de godet à partir du Paléolithique moyen (notamment à La Quina) et jusqu'au Néolithique (notamment au Fort Harrouard).

## Terminologie
Le mot acétabulum signifie littéralement "petite tasse de vinaigre". C'était le mot latin pour un petit récipient pour servir le vinaigre . Plus tard, le mot a également été utilisé comme unité de volume .